# عیسی گابریل احمد
عیسی گابریل احمد (انگلیسی: Issah Gabriel Ahmed؛ زادهٔ ۲۴ مهٔ ۱۹۸۲) یک بازیکن فوتبال اهل غنا است.
وی همچنین در تیم ملی فوتبال غنا بازی کرده‌است.